# Модель Солнечной системы

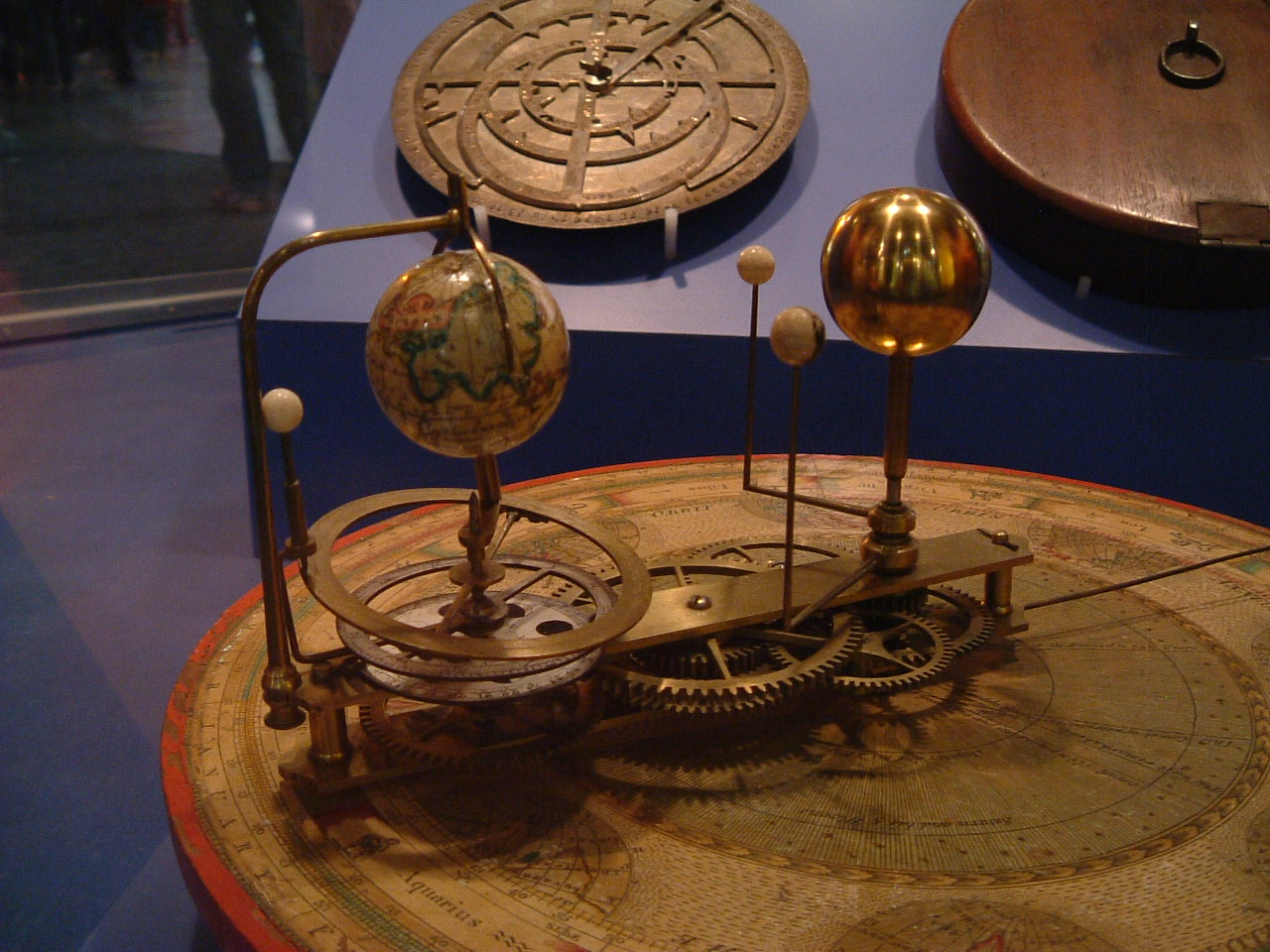
Небольшая модель, показывающая Землю и нижние планеты

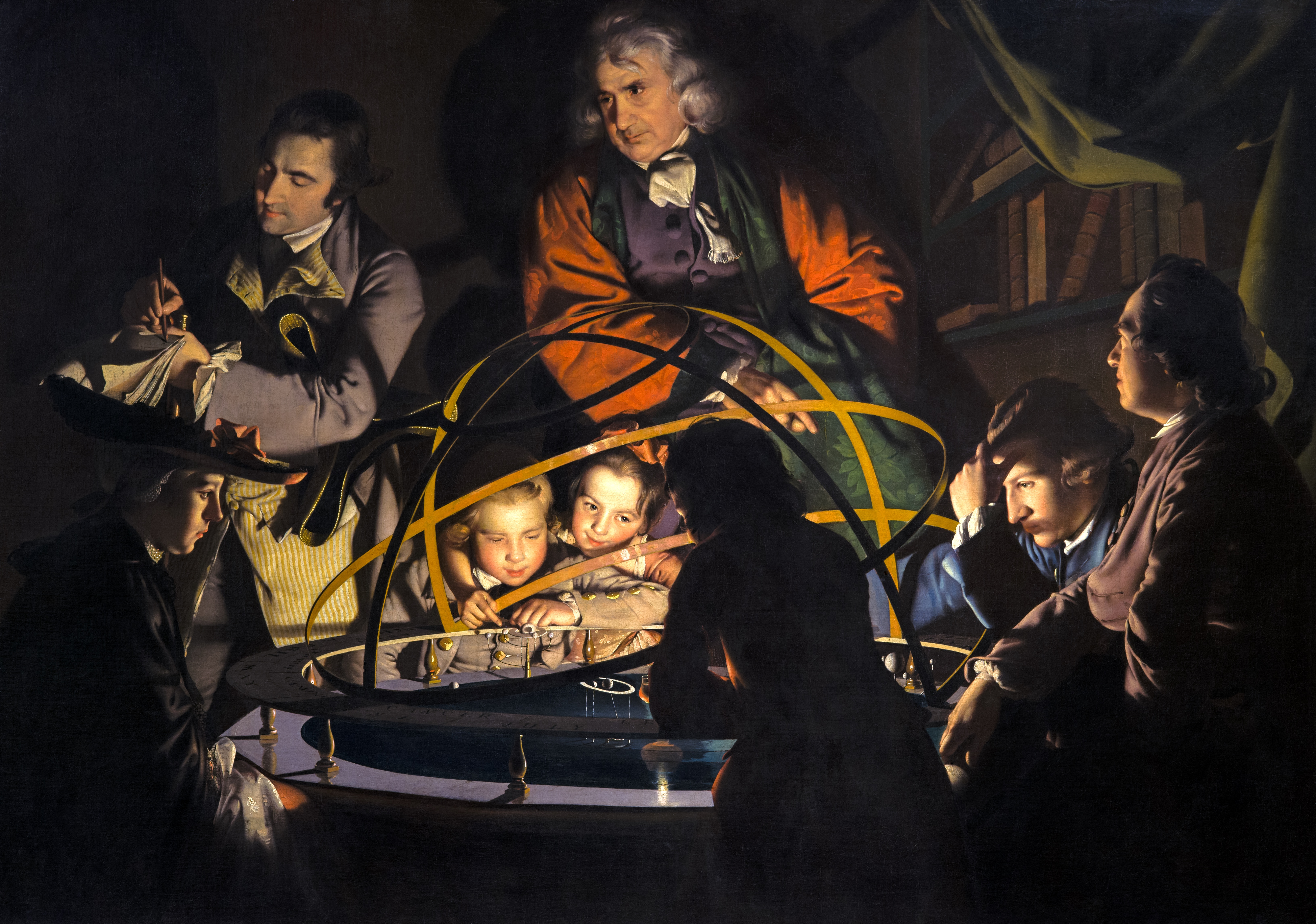
Философ, объясняющий модель Солнечной системы: Джозеф Райт, из коллекции Музея и художественной галереи Дерби

Модель Солнечной системы (англ. Orrery) — механическое устройство, которое иллюстрирует взаимное расположение и движение планет и их спутников в Солнечной системе в гелиоцентрической модели. Устройство, как правило, имеет часовой механизм со сферой, которая представляет Солнце, в центре, и с планетами на концах шестов. 
Также известен более простой прибор только для наглядной демонстрации годового движения Земли вокруг Солнца и суточного вращения Земли вокруг своей оси — теллурий. Однако, модель Солнечной системы иногда также называют теллурием, а также планетарием (не путать с прибором для демонстрации звездного неба).

## История

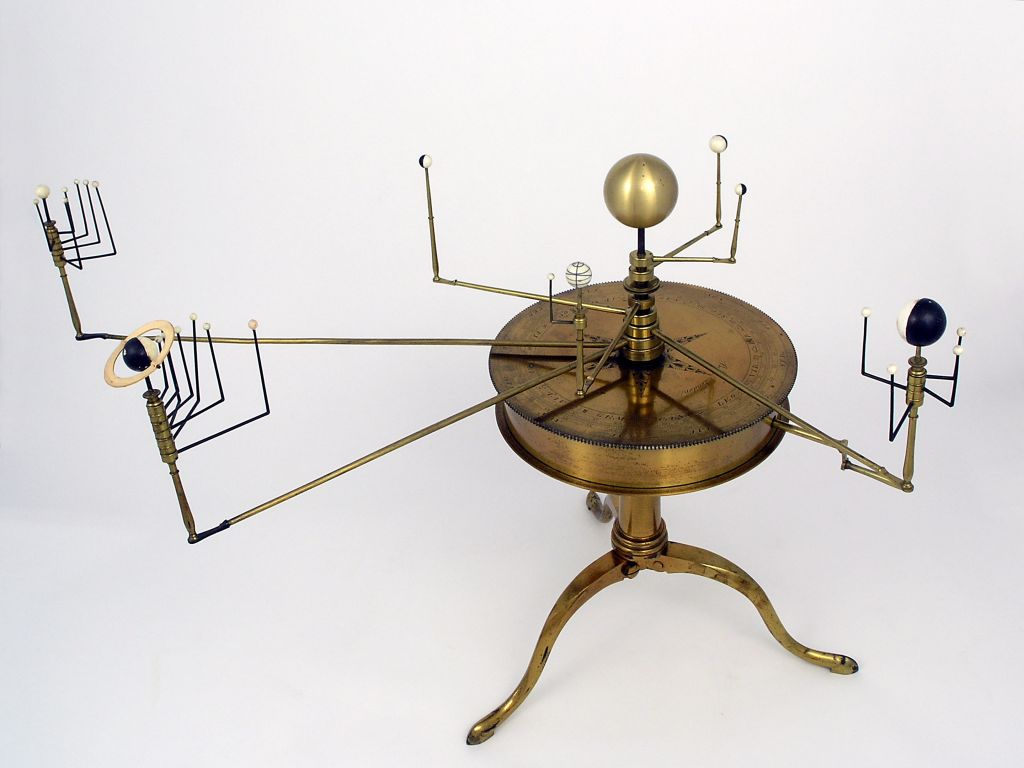
Модель, созданная Робертом Бреттелом Бэйтом приблизительно в 1812. Ныне принадлежит Бирмингемскому научному музею.

Согласно Цицерону, греческий философ Посидоний построил систему, возможно, похожую или идентичную Антикитерскому механизму, который показывал суточное движение Солнца, Луны и пяти известных планет.
Первый современный механизм был произведён в 1704 году и представлен графу Оррери, в честь которого и получил наименование «оррери».
Картина Джозефа Райта «Философ, объясняющий модель Солнечной системы, в которой лампа заменяет Солнце» показывает группу из трёх людей, которые слушают лекцию по физике рядом с моделью Солнечной системы.